# Лиу Сяобо
Лиу Сяобо, срещано и като Лю Сяобо (на традиционен китайски: 劉曉波, на опростен китайски: 刘晓波, на пинин: Liú Xiǎobō) е китайски правозащитник и лауреат на Нобеловата награда за мир през 2010 г.

## Биография
Роден е на 22 декември 1958 г. в Чанчун, провинция Дзилин. Следва литература в Дзилинския университет, а след това защитава докторска дисертация в Пекинския университет. Взема участие в събитията от площад Тиенанмън през 1989 година. От 2003 г. е начело на китайския ПЕН клуб. Сяобо е един от подписалите Харта 08, която прокламира нуждата от демократични реформи в Китайската народна република. Арестуван е от китайските власти два дни преди публикуването на хартата. През декември 2009 г. е осъден на 11 години затвор за „подриване на държавния строй“.
Присъдата на китайските власти е осъдена от Евросъюза, САЩ и от върховния комисар на ООН по правата на човека. В началото на 2010 е предложен за Нобеловата награда за мир, която му е присъдена на 8 октомври 2010 г. „за продължителната му и ненасилствена борба за основни човешки права в Китайската народна република“.
Официалните власти в КНР заявяват, че неговото награждаване противоречи на нобеловите принципи, тъй като Лиу Саобо е в затвора за нарушение на китайските закони, а Нобеловата награда е създадена в интересите и укрепването на мира и дружбата между народите.
Умира на 13 юли 2017 г.